# 賈顕智
賈 顕智（か けんち、493年頃 - 537年頃）は、中国の北魏の軍人。名は智。顕智は字であり、字をもって通称される。本貫は中山郡無極県。兄は賈顕度。

## 経歴
賈道監の子として生まれた。孝昌年間、毛謐らの叛逆を告発して、霊太后の賞賛を受け、伏波将軍・冗従僕射に任じられ、直斎を兼ねた。
南朝梁の夏侯夔が郢州を攻撃すると、顕智は龍驤将軍となり、別将として梁軍を討った。夏侯夔が撤退すると、顕智は郢州に入城した。528年、郢州刺史の元願達が南朝梁に降ると、顕智は南朝梁につくことをよしとしない郢州城の人を率いて元願達と交戦した。529年、都督となり、上党王元天穆の下で邢杲を討ち、流れ矢を胸に受けながらも奮戦した。元顥が洛陽に入ると、元天穆の下で黄河を渡り、河内の孝荘帝を支えた。爾朱兆とともに渡河して元顥軍を破り、功績により持節・征南将軍・金紫光禄大夫となり、義陽県開国伯に封ぜられた。仮の衛将軍となり、行台の樊子鵠とともに呂文欣を東徐州で討ち、平定した。まもなく東中郎将を代行し、散騎常侍の位を加えられた。
爾朱仲遠が徐州刺史となると、顕智は爾朱仲遠の下で、彭城におもむいた。530年、爾朱栄が殺害されると、爾朱仲遠が挙兵して洛陽に向かったが、顕智はこれに従わず、部下を率いて清水の東に出て、爾朱仲遠を迎え撃った。孝荘帝の賞賛を受け、右光禄大夫・武衛将軍に任じられ、爵位は侯に進み、徐州に駐屯した。
531年、洛陽に帰った。爾朱仲遠は顕智の裏切りに怒って、殺害しようとはかった。顕智の兄の賈顕度が爾朱世隆の厚遇を受けていたため、顕智は爾朱世隆の保護を受けた。趙脩延が荊州で北魏に叛き、梁軍が援兵を送ると、爾朱世隆は顕智を使持節・散騎常侍・車騎大将軍・驃騎大将軍・左光禄大夫・荊州大都督に任じ、爵位を公に進めて、これを討たせようとした。顕智が出発しようとしたとき、荊州から趙脩延の首級が送られてきたため、出立しなかった。
高歓が挙兵すると、顕智は爾朱度律の下で高歓の進軍をはばみ、陽平で爾朱兆と合流した。しかし爾朱兆と爾朱度律が互いに疑いあったため、撤退した。正式に驃騎大将軍に任じられた。532年、爾朱度律の下で韓陵の戦いに参加して敗れると、賈顕度や斛斯椿らとともに爾朱氏の誅滅をはかった。斛斯椿と賈顕度は北中を守り、顕智は洛陽に入って、爾朱世隆兄弟を捕らえた。
孝武帝が即位すると、顕智は開府儀同三司・滄州刺史に任じられた。滄州で思いのままに搾取し、民衆を害したため、洛陽に召還された。まもなく侍中の位を加えられ、済州刺史に任じられた。東郡までいたって進まず、長寿津で相州刺史の竇泰に敗れ、洛陽に帰った。534年、東魏が建国されると、晋陽におもむいた。後に事件に連座して処刑された。享年は45。
子の賈羅睺は、秘書郎となった。

## 伝記資料
- 『魏書』巻80 列伝第68
- 『北史』巻49 列伝第37